# European Fair Trade Association
Die European Fair Trade Association (EFTA, deutsch Europäischer Verband Fairer Handel) ist eine Nichtregierungsorganisation bestehend aus einem Zusammenschluss von zehn Fair-Trade-Importeuren aus neun europäischen Ländern.

## Geschichte und Aktivitäten
Die EFTA wurde 1987 als loser Zusammenschluss von einigen großen Fair-Trade-Importeuren ins Leben gerufen. Im Jahr 1990 entstand einen Verein nach niederländischem Recht. Zehn Jahre später spielt sie eine Schlüsselrolle bei der Harmonisierung und Koordination von Aktivitäten des Fairen Handels. Die EFTA hat die FINE – ein Netzwerk von internationalen Organisationen des Fairen Handels – mitgegründet.
Im Jahr 1995 gründete die Organisation das Fair Trade Advocacy Office (FTAO), ein Lobbybüro für den fairen Handel. In 2011 wurde es durch ein gemeinsames Lobbybüro mit den weiteren internationalen Dachverbänden Fairtrade Labelling Organizations International (FLO) und World Fair Trade Organization (WFTO) ersetzt.
Die Organisation hat ein gemeinsames Monitoring System eingerichtet. Organisationen, mit denen EFTA-Mitglieder kooperieren, die aber nicht im Register der FLO verzeichnet sind, werden von EFTA-Mitgliedern arbeitsteilig einer Evaluierung unterzogen. Bei Nichteinhaltung von Standards sollen Mitglieder so eine Frühwarnung erhalten.
Die EFTA hat, anders als FLO und WFTO, kein eigenes Zertifizierungssystem für Produkte bzw. Organisationen entwickelt, Produzenten können nicht Mitglied der EFTA werden.

## Mitglieder
Die Mitgliedsorganisationen sind:
- Belgien: Magazin du monde – Oxfam
- Vereinigtes Königreich von Großbritannien und Nordirland (UK): Traidcraft. Plc, Oxfam Market Access Team
- Frankreich: Solidar Monde
- Deutschland: GEPA
- Niederlande: Fair Trade Organisatie
- Österreich: EZA Fairer Handel
- Spanien: Intermon, Advocacy Dept., Ideas
- Schweiz: claro fair trade

Mitglieder können auch Mitglieder oder Lizenznehmer anderer Verbände des Fairen Handels sein, so ist zum Beispiel Gepa auch Mitglied der WFTO und Lizenznehmer des Fair-Trade-Siegels der FLO.

## Umsatzzahlen
Insgesamt importieren die Mitglieder Fair-Trade-Produkte von 370 wirtschaftlich benachteiligten Produzentengruppen in Afrika, Asien und Lateinamerika (Stand: 2013).
Der Einzelhandelsabsatz betrug netto im Finanzjahr:
- 2011: 300 Millionen Euro
- 2006: 229 Millionen Euro
- 2001: 148 Millionen Euro
- 1996: 106 Millionen Euro

Dabei entfiel der weitaus größte Anteil auf Lebensmittel (inkl. Kaffee), gefolgt von Handwerksprodukten. Andere Produktgruppen spielten eine geringe Rolle.